# مسجد و حسینیه نصرآباد
مسجدو حسینیه نصرآباد مربوط به دوره قاجار است و در شهرستان تفت، بخش مرکزی، دهستان نصرآباد، روستای نصرآباد، خیابان اصلی، کوچه مسجد جامع و حسینیه واقع شده و این اثر در تاریخ ۳ خرداد ۱۳۸۶ با شمارهٔ ثبت ۱۹۱۸۹ به‌عنوان یکی از آثار ملی ایران به ثبت رسیده است.